# Crítica a Jesús
Jesús de Nazaret es la figura central del cristianismo. Es una deidad para la mayoría de las vertientes contemporáneas del cristianismo, mientras que el islam lo considera profeta y mesías. Las enseñanzas atribuidas a Jesús han recibido críticas de otras figuras prominentes desde tiempos antiguos, algunos de los cuales han sido cristianos mismos.
Críticos tempranos de Jesús y del cristianismo son Celso en el siglo II y Porfirio en el III. La crítica al cristianismo virtualmente desapareció de occidente en el siglo IV, cuando se convirtió en la religión oficial del estado romano. En el siglo XIX Dayananda Sarasvati y Friedrich Nietzsche fueron altamente críticos de Jesús, con el último llegando a decir que la filosofía de Jesús era «contra natura». Entre los críticos del siglo XX y XXI destacan Bertrand Russell, Sita Ram Goel, Ayn Rand, Christopher Hitchens y Héctor Ávalos.

## Contemporáneos a Jesús

### Judíos
Las comunidades fariseas y los escribas religiosos criticaron a Jesús y sus discípulos por no apegarse al judaísmo de Moisés. Ejemplos en los evangelios son la falta de rituales higiénicos (los dirigentes religiosos practicaban el lavado de manos hasta los codos, y enjuagar tazas y platos antes de comer—Marcos 7:1-23, Mateo 15:1-20) Jesús es también cuestionado por comer con los publicanos (Marcos 2:15), y cosechar durante el sabbat (Marcos 2:23-3:6). Además, algunos de los judíos contemporáneos de Jesús lo acusaron de posesión y locura (Marcos 3:21-22, Juan 8:48, Juan 10:19-20).

### Magia y brujería
En la mitad última del primer siglo y dentro del segundo siglo, adversarios judíos y paganos del cristianismo argumentaron que los milagros y exorcismos eran el producto de magia.

## Por tema

### Esclavitud
El teólogo y cardenal Avery Robert Dulles sostuvo la opinión de que "Jesús, aunque denunciaba el pecado repetidamente como una forma de esclavitud moral, no dijo ni una palabra en contra de la esclavitud como institución social", y cree que los escritores del Nuevo Testamento tampoco se oponían a la esclavitud. En un artículo publicado en el Evangelical Quarterly, el teólogo y sacerdote anglicano Kevin Giles nota que Jesús era consciente de la esclavitud, "pero ni una palabra dijo el Señor en su contra." Por esto Giles cree que Jesús apoyaba la esclavitud como habría hecho cualquier persona de su época. Por otro lado, en algunas traducciones (véase la Cornilescu) el primer sermón de Jesús en el evangelio Lucas es una llamada para liberar los esclavos: "El Espíritu del Señor está sobre mí, porque me ha ungido para proclamar buenas noticias al pobre. Me ha enviado para proclamar libertad para los esclavos de guerra, ..."

## Por autor

### Celso
Celso, filósofo del siglo II que se opuso al cristianismo temprano, monta una crítica amplia en contra Jesús en cuanto a fundador de la fe cristiana. Celso menosprecia los recuentos evangélicos acerca de la ascendencia, concepción, nacimiento, niñez, ministerio, muerte, y resurrección de Jesús. Según Celso, los antepasados de Jesús venían de una aldea judía. Su madre era una pobre campesina que se ganaba la vida en la rueca. Sus milagros eran magia y su vida la de un hombre hogareño; de hecho, un rabino completamente apegado a las prácticas judías, incluyendo sacrificios en el templo de Jerusalén. Reunió escasos seguidores a quienes enseñó los peores hábitos, como mendigar. Estos nada respetables discípulos llegaban a "diez pescadores y un par de recaudadores de impuestos". Según Celso, los informes de su resurrección provinieron de una mujer histérica, que luego esparció la mentira con el resto de sus seguidores pobres y demenciales para llamar la atención.
Celso escribe que Jesús era la más grande inspiración de los criminales contemporáneos.
Celso declaró que Jesús era el hijo bastardo de un soldado romano de nombre Panthera o Pantera. Hasta donde se sabe, estos cargos de ilegitimidad son el ejemplo más temprano de las declaraciones en el judaísmo que colocan a Jesús como el resultado del pecado del adulterio (véase Jesús en el Talmud). Panthera era un nombre bastante común entre los soldados romanos de aquel periodo. Resulta lingüísticamente interesante por su semejanza al adjetivo griego parthenos, que significa "virgen". Algunos historiadores piensan que la tumba del soldado romano Tiberius Julius Abdes Pantera, encontrado en Malo Kreuznach, Alemania, pertenece al hombre descrito por Celso.
Según Celso, Jesús no está cerca de encajar en las profecías de la biblia hebrea.

### Porfirio de Tiro
El filósofo neoplatónico Porfirio (c. 232–c. 304) es autor de un tratado de 15 volúmenes "Contra los cristianos", prohibido por los emperadores Constantino y Teodosio II, del cual sólo sobreviven fragmentos recolectados por Adolf von Harnack. Por ejemplo:
Incluso suponiendo que algunos griegos fueran tan tontos como para creer que los dioses moran en las estatuas, incluso eso sería un concepto mucho más puro (de religión) que admitir que el poder divino habría descendido al útero de la virgen María, para luego convertirse en un embrión, ser envuelto en trapos tras nacer, alimentado con sangre y bilis, y lo que le sigue.

### Friedrich Nietzsche

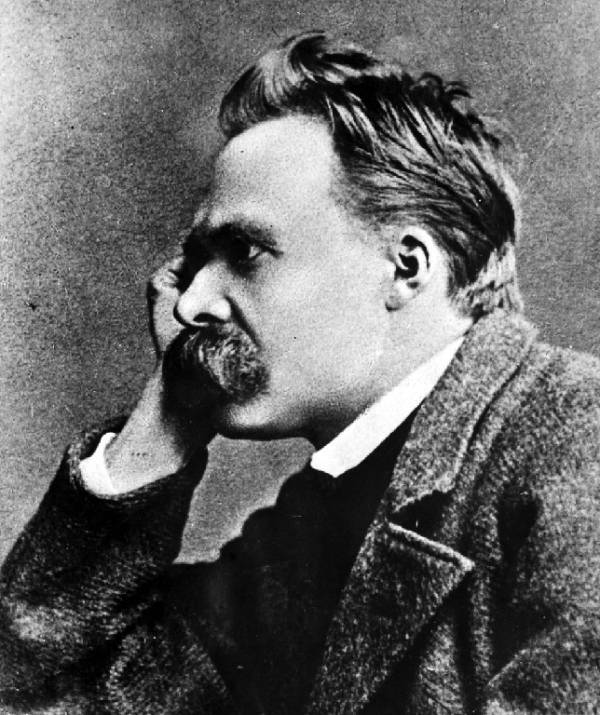
Nietzsche Consideró que las enseñanzas de Jesús eran "antinaturales".

Friedrich Nietzsche, filósofo del siglo XIX, hizo muchas críticas a Jesús y al cristianismo, a veces llegando a usar el nom de plume de Anticristo. En Humano, demasiado humano, y El ocaso de los Ídolos por ejemplo, Nietzsche acusa a Jesús y la Iglesia por su maltrato a las pasiones, particularmente sexuales: "Allí [En el sermón de la montaña] está dicho, por ejemplo, con particular énfasis en sexualidad: 'Si tu ojo te es motivo pensamientos impuros, ¡arráncatelo!.' Afortunadamente, ningún cristiano obedece este precepto... El cristiano que sigue tal consejo y cree que ha matado su sensualidad se está engañando: se mantiene en la forma rara de un vampiro y tormenta en disfraces repulsivos." Nietzsche ve a Jesús como un mortal ultimádamente mal encausado, la antítesis de un verdadero héroe, a quien compara con la figura del héroe dionisiano. A Nietzsche le repugnaba la aclamación de Jesús a la bajeza: "¡Todo lo lastimoso, todo lo que adolece de sí mismo, todo lo atormentado por sus sentimientos básicos, la totalidad del mundo del gueto, súbitamente se van arriba!"
Aun así Nietzsche decía que Jesús había sido "el único cristiano de verdad". Presenta a un cristo cuya propia vida personal consistía en "bendición en la paz, en la gentileza, en la incapacidad para la enemistad". Hay mucha crítica por Nietzsche hacia la institución organizada del cristianismo y su clase sacerdotal. "¿Qué son las 'mareas de gracia'? La verdadera vida, la vida eterna se encuentra— no es prometida, está aquí, está dentro de ti: como una vida vivida en amor.... El 'pecado', cada tipo de relación distanciadora entre Dios y el hombre, es abolida - precisamente esto es 'la marea de gracia'. El 'marea de gracia' es precisamente que ya no quedan opuestos...."

### Dayananda Sarasvati
Dayananda Sarasvati fue un filósofo del siglo XIX y el fundador del Arya Samaj. En su libro Satyarth Prakash criticó el cristianismo y describió a Jesús como una "gran cosa en un país de salvajes iletrados":
"Todos los misioneros cristianos dicen que Jesús fue una persona muy mansa y amante de la paz. Pero en realidad él fue una persona irascible falta de conocimiento que se comportaba como un salvaje. Esto muestra que Jesús no era ni el hijo de un dios, ni tenía poder milagroso alguno. No tenía el poder de perdonar pecados. La gente virtuosa no necesita de mediadores como Jesús. Jesús vino a esparcir la discordia que aqueja al mundo. Por lo tanto, es evidente que la farsa de Jesús como hijo de Dios, conocedor del pasado y el futuro, solvente del pecado, ha sido confabulada por sus discípulos. En realidad, él era un hombre ignorante ordinario, ni culto ni yogui."
Saraswati afirmó que Jesús no fue siquiera un hombre ilustre; mucho menos un ser divino, ya que una divinidad no habría mostrado su frustración en horas de agonía.

### Bertrand Russell

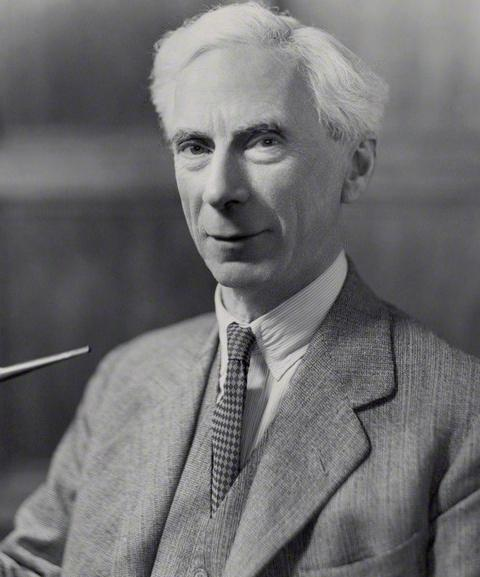
Bertrand Russell, Destacado filósofo y lógico del, ridiculizó el temperamento y deshonestidad de Jesús.

En su ensayo de 1927, Por qué no soy cristiano, el filósofo y matemático Bertrand Russell señaló partes del evangelio donde Jesús anunció que su segunda venida ocurriría antes de que sus discípulos murieran (Lucas 9:27). Russell concluye que la predicción fracasó y por lo tanto Jesús es un demostrado charlatán: "No tan sabio como otras personas han sido, y ciertamente no superlativamente sabio".
Russell pensaba que Jesús 'tuvo un grado muy alto de bondad', pero que también había vicios notables en su carácter. El ensayo reza:
En mi opinión hay un defecto muy serio en el carácter moral de Cristo, y es que creía en el infierno. Yo no pienso que alguna persona profundamente humanitaria pueda creer en castigo eterno. Cristo tal y como es presentado en los evangelios ciertamente creía en el castigo eterno, y uno encuentra repetidamente una furia vengadora en contra de aquellos que no le prestan atención a su prédica -- una actitud que no es inusual entre predicadores, pero que de alguna manera resta de la excelencia superlativa. No encuentras por ejemplo esa actitud en Sócrates. Lo encuentras bastante tranquilo y urbanista hacia la gente que no lo escuchaba; y eso es, a mi parecer, bastante más propio de un sabio tomar esa línea que tomar la línea de la indignación.
Russell también expresó dudas acerca de la existencia histórica de Jesús y cuestionó la moralidad de la religión: "Digo bastante intencionadamente que la religión cristiana, tal y como se organiza en sus iglesias, ha sido y todavía es el enemigo principal del progreso moral en el mundo."

### Ayn Rand
La novelista y filósofa Ayn Rand denunció la receta altruista que Jesús pasó a sus alumnos, y con ella la idea de la redención vicaria. A Rand le escandalizaba que los cristianos no sintieran indignación ante la idea de sacrificar la virtud (investida en la figura de Jesús) para expiar el vicio. No sorprendentemente, la concepción que Rand tenía del amor como consecuencia de la mente racional en busca del valor encarnado, imputa maldad a Jesús y el altruismo por el que se le conoce vulgarmente. Sirva de ejemplo el siguiente extracto de una entrevista de 1959 conducida por Mike Wallace:
Wallace: Cristo, cada dirigente moral importante en la historia del hombre, nos han enseñado a amar al otro. ¿Por qué entonces es esta clase de amor en tu mente algo inmoral?

Rand: Es inmoral si es un amor colocado por encima de uno mismo. Es más que inmoral, es imposible. Porque cuando se te pide que ames indiscriminadamente, eso es amar sin algún estándar. Amarlos independientemente de si son buenos o malos. Se te está pidiendo que no ames a nadie.
Pese a su denuncia de la fe y la existencia de la vida de ultratumba, Rand retomó la insistencia de Jesús en procurar la felicidad eterna de los individuos como una confirmación de que la ética de las religiones opera en la confusión y la inconsistencia, incluido el altruismo cristiano que pretende promover la autohumillación aquí en la Tierra.
En el libro For the New Intellectual (Para el nuevo intelectual), Rand va más allá, acusando los principios judeocristianos como la doctrina del pecado original por su prominente inmoralidad. "Los males por los que lo condenan [al hombre] es la razón, la moralidad, la creatividad, la alegría — todos los valores cardinales de su existencia. No es explicar sus vicios aquello para lo que su mito de la caída del hombre fue diseñado. Lo llaman una moral de la compasión y una doctrina de amor al hombre." Y arremete contra los dirigentes religiosos por promover una cultura de la muerte: "No — dicen — no predican que el hombre sea malvado, el mal es ese objeto ajeno: su cuerpo. No — dicen — no desean matarlo, sólo quieren hacer que pierda su cuerpo."

### Sita Ram Goel
El historiador y activista hindú Sita Ram Goel acusó a Jesús de ser el autor intelectual del imperialismo occidental y del holocausto.
Goel más aún escribe que Jesús "no es más que el artífice para legitimar la maliciosa agresión imperialista. No simboliza poder espiritual o rectitud moral."
Ram Goel basó su caso en una lectura de los evangelios, que en ocasiones retratan con desdén a los judíos que no se suscribieron al cristianismo (véase Juan 8:38-47 por ejemplo). En ese marco Goel estableció paralelos entre Jesús y Adolf Hitler; siendo este último el primero en "entender completamente el veredicto que Jesús otorga a los judíos en los evangelios."
Ram Goel también ridiculizó lo que denominaba "el culto del Cristo desmembrado", mediante el cual el revisionismo cristiano intenta escudar la figura de Jesús de los atroces resultados que él inspiró; como si el proselitismo de los misioneros y el expansionismo europeo tuvieran que ser entendidos por separado en calidad de mera coincidencia.

### Christopher Hitchens

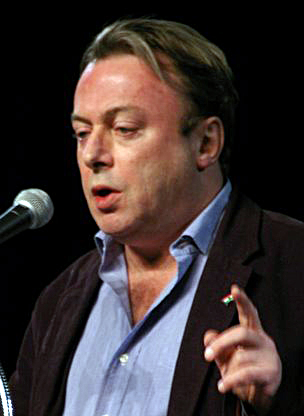
Christopher Hitchens.

Autor y periodista, Christopher Hitchens crítico a Jesús y a las religiones en general. En cuanto a las enseñanzas cristianas sobre el juicio final, Hitchens escribió:
"El dios de Moisés mandaba a otras tribus, incluyendo su favorita, a sufrir masacre y peste e incluso extirpación, pero cuando la tumba se cerraba sobre sus víctimas esencialmente quedaba satisfecho a menos que se acordara de maldecir sus progenies. No es hasta el advenimiento del Príncipe de la Paz que escuchamos de la terrible idea de seguir castigando y torturando a los muertos."
Hitchens también sentía que un Jesús divino sería todavía más éticamente problemático, debido al problema del mal, preguntando:
"Si Jesús podía curar a la persona ciega que se encontraba por ahí, ¿entonces por qué no curó la ceguera?"
Si bien la siguiente se trata más bien de una crítica a una cristología fundamental para la mayoría de las variantes del cristianismo, Hitchens consideró que la teología de la expiación era profundamente viciosa. En sus libro Cartas a un joven contrario dice:
"No echaría mis pecados innumerables a un chivo expiatorio ni esperaría que así se fueran; correctamente nos mofamos de las sociedades barbáricas que practican esta repugnancia en su forma literal... [U]sted si así lo desea puede adjudicarse la deuda del otro, o incluso ocupar su lugar en prisión. Eso sería autosacrificante. Pero no puedes asumir sus crímenes como si fueran tuyos; de entrada porque es mentira que tú los hubieras cometido y preferirías morir antes que haberlo hecho; en segunda porque esta acción imposible lo despoja de su responsabilidad individual. Así todo el aparato de absolución y perdón me deja una impresión de algo confirmadamente inmoral."

### Sam Harris

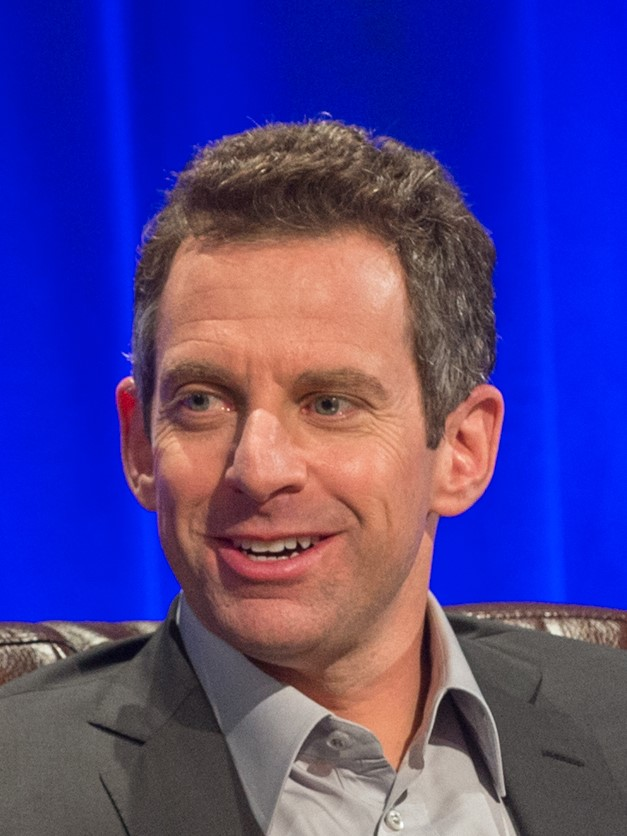
Al igual que Russell, Sam Harris ha desdeñado la faceta iracunda de Jesús, cuyos milagros compara con los de otros "dioses vivientes" como Sathya Sai Babba.

Sam Harris, neurocientífico y filósofo, ha expresado posiciones ambivalentes en tanto a las enseñanzas de Jesús. Argumenta que a pesar de que Jesús podría haber sido un maestro espiritual de la compasión en ocasiones, también instruyó a sus seguidores que cumplieran la salvaje ley del Antiguo Testamento, y dejó detalles de cómo ejecutar a los herejes. Para Harris la frustración y odio que Jesús sentía hacia los no cristianos va en contra de lo que los moderados religiosos contemporáneos imaginan que fue, y de hecho da mayor crédito a las interpretaciones más fundamentalistas y tradicionales donde sí se busca que los no cristianos perezcan en el infierno. Dijo:
Además de exigir que cumpliéramos la ley del Antiguo Testamento al pie de la letra, Jesús parece sugerir, en lugares como Juan 15:6, refinamientos adicionales a la práctica de matar herejes y no creyentes: "Si alguno no permanece en mí, es echado fuera como un sarmiento y se seca; y los recogen, los echan al fuego y se queman." Si queremos interpretar a Jesús metafóricamente es, por supuesto, asunto nuestro. El problema con la escritura, aun así, es que muchas de sus interpretaciones posibles (incluyendo la mayoría de las literales) pueden ser utilizadas para justificar atrocidades en nombre de la fe. 
En el mismo tenor Harris cita la versión del Evangelio Lucas de la parábola de los talentos, que acaba con el personaje del rey diciendo:
"Y a esos enemigos míos, que no querían que yo reinara sobre ellos, traedlos aquí y acribilladlos en mi presencia."
La exégesis suele interpretar este pasaje como un autorretrato de Jesús y sus propios deseos escatológicos, y según algunos defensores del cristianismo como C. S. Lewis, es debido a esta clase de declaraciones que el oyente debería sentirse lógicamente orillado a pensar que Jesús era o bien un lunático malvado o un Dios, mas no otro filósofo o gurú.

### Héctor Ávalos

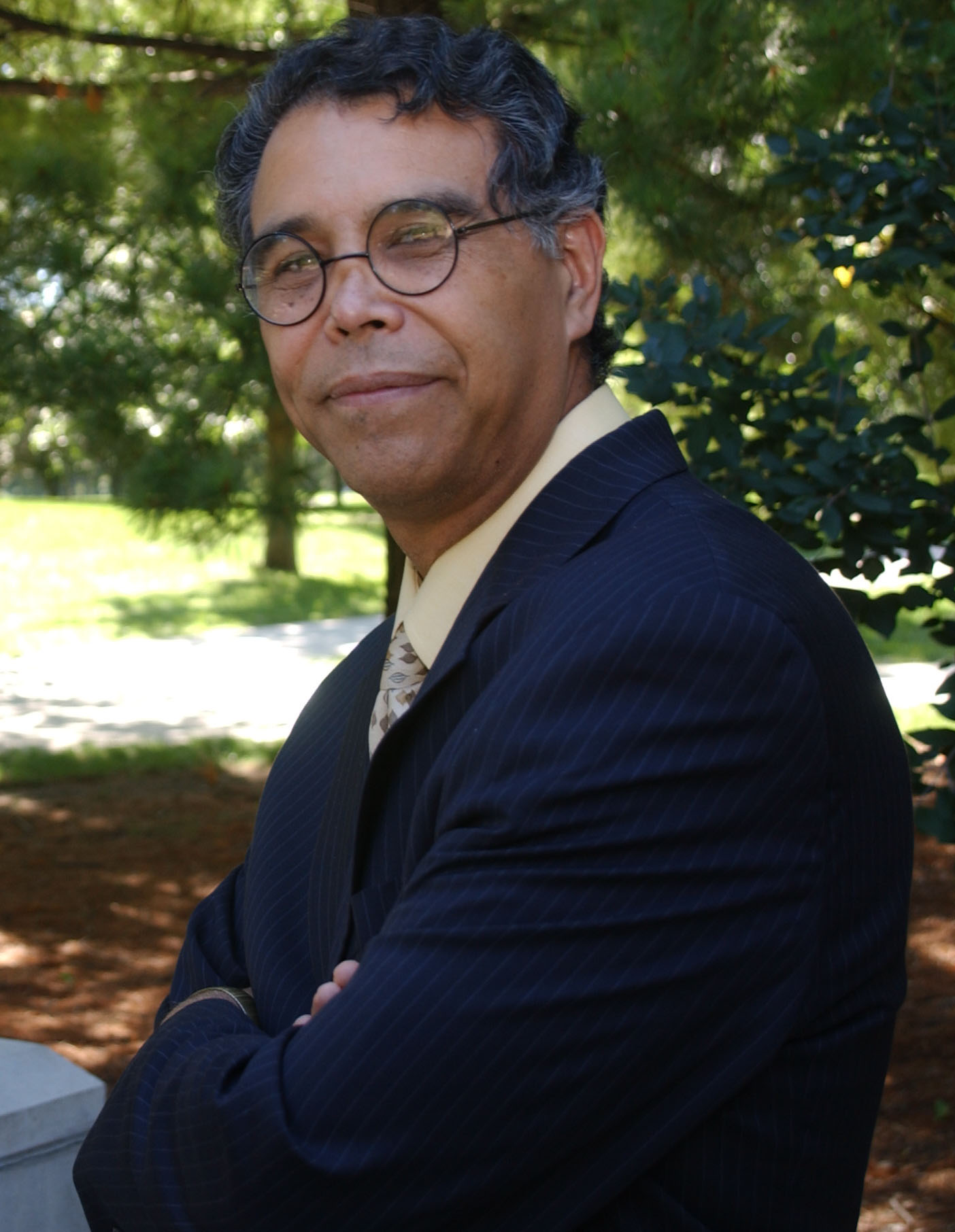
Héctor Ávalos, profesor de estudios bíblicos y religiosos.

Héctor Ávalos es quizás el primer académico bíblico abiertamente ateo en escribir una crítica sistemática de la ética de Jesús en su libro,  The Bad Jesus: The Ethics of New Testament Ethics (El Jesús malo: La eticidad de la ética del Nuevo Testamento). Koowon Kim, profesor de Antiguo Testamento en Corea del Sur, escribe en su reseña del libro:
Independientemente de si uno está de acuerdo o no con las conclusiones del autor, el libro constituye el primer desafío sistemático hacia la ética del Nuevo Testamento hecho por un académico ateo con una firme formación en la Biblia hebrea y su contexto en el Próximo Oriente, además de versado en el Nuevo Testamento y el cristianismo temprano.
En una reseña para el Boletín de Teología Bíblica, número 47 (2017): 127-128, Sarah Rollens, académica del Nuevo Testamento en la Universidad de Rhodes, comenta:
Héctor Ávalos apunta no solo a convencernos de que muchas representaciones de Jesús basadas en el Nuevo Testamento son moral y éticamente problemáticas, también intenta demostrar cómo es que los hermeneutas se han involucrado en tergiversaciones cuestionables para minimizar, desviar o bien ignorar cualquier evidencia textual que no se apegue a los estándares éticos modernos.

## Por otras religiones

### Crítica en el judaísmo
El judaísmo, que incluye el judaísmo ortodoxo, el judaísmo haredi, el judaísmo jasídico, el judaísmo reformista, el judaísmo conservador, el judaísmo reconstruccionista, el judaísmo caraíta y el judaísmo samaritano, rechaza por completo la idea de que Jesús sea un dios, una persona de una Trinidad o un mediador de Dios que tiene una relación especial con Él que de alguna manera hace que Jesús sea "divino". Además, es Avodah Zarah ("adoración extranjera", que significa idolatría) considerar o adorar a un ser humano como Dios; en el judaísmo, así como en el Islam, Dios es Uno, totalmente trascendente, y no puede ser humano (Éxodo 20:1-19, Deuteronomio 6:4-9, 11:13-32).
El judaísmo también sostiene que Jesús no podía ser el Mesías judío, argumentando que no había cumplido ninguna de las profecías mesiánicas predichas en el Tanaj, ni encarnaba las calificaciones personales del Mesías predichas por los profetas. Según la tradición judía, no hubo más profetas después de Malaquías, quien vivió siglos antes de Jesús y entregó sus profecías alrededor del año 420 a. Por lo tanto, el judaísmo critica las propias afirmaciones y alusiones de Jesús sobre su supuesto mesianismo y su identificación como el "hijo de Dios", como se presenta en el Nuevo Testamento, y considera que Jesús es solo uno de los muchos individuos que afirmaron ser el Mesías, pero no cumplieron ninguna de las profecías mesiánicas; Por lo tanto, todos eran impostores.
El Mishné Torá, una de las obras más autorizadas de la ley judía, escrita por Moisés Maimónides, proporciona la última visión de consenso establecida de la comunidad judía, en Hiljot Melakhim 11: 10-12 que Jesús es una "piedra de tropiezo" que hace que "la mayoría del mundo se equivoque al servir a una divinidad además de Dios".
Incluso Jesús el Nazareno, quien imaginó que sería el Mesías y fue asesinado por la corte, ya fue profetizado por Daniel. Así que se dijo: "Y los miembros de los forajidos de tu nación serían llevados para hacer una visión (profética) permanente. Y tropezaron".  Porque, ¿hay un obstáculo mayor que este? De modo que todos los profetas hablaron que el Mesías redime a Israel, y los salva, y reúne a los desterrados, y fortalece sus mandamientos. Y éste hizo que (las naciones) destruyeran a Israel por la espada, y dispersaran a su remanente, y los humillaran, y cambiaran la Torá, y hicieran que la mayoría del mundo se equivocara para servir a una divinidad además de Dios. Sin embargo, los pensamientos del Creador del mundo: no hay fuerza en un ser humano para alcanzarlos porque nuestros caminos no son los caminos de Dios, y nuestros pensamientos no son los pensamientos de Dios. Y todas estas cosas de Jesús el Nazareno, y de (Muhammad) el ismaelita que estuvo después de él, no hay (propósito) sino enderezar el camino para el Rey Mesías, y restaurar todo el mundo para servir a Dios juntos. De modo que se dice: "Porque entonces me volveré hacia las naciones (dándoles) un labio claro, para llamarlas a todas en el nombre de Dios y para servir a Dios (hombro con hombro como) un hombro". ¡Mira cómo todo el mundo ya se llena de las cosas del Mesías, y las cosas de la Torá, y las cosas de los mandamientos! Y estas cosas se extendieron entre las islas lejanas y entre las muchas naciones incircuncidadas de corazón.